# علي بنات
علي بنات (بالإنجليزية: Ali Banat)‏ (28 نوفمبر 1985 - 29 مايو 2018) هو رجل أعمال أسترالي من أصول فلسطينية، اشتهر فيلمه الوثائقي «الموهوب بالسرطان» الذي وصف فيه علي إصابته بالسرطان بأنها هدية أو منحة.

## السيرة المهنية
كان علي بنات يمتلك شركات في أستراليا في عدة مجالات حتى عام 2015 وبعد أن تم تشخيصه بالسرطان، كرّس ما تبقى من حياته للعمل في المجال الخيري، وقام بتصوير فيديو «الموهوب بالسرطان»، والذي أجرى فيه صديقه محمد هوبلوس مقابلة معه، وانتشر على موقع يوتيوب، بعد تشخيص إصابته سارع بنات لبيع جميع أعماله التجارية وسافر إلى دولة توغو الأفريقية التي يعيش 55% من سكانها تحت خط الفقر. ووفق الإحصاءات، فإن المسلمين يمثلون ما بين 12 و 20% من سكان هذا البلد، وسرعان ما قرر رجل الأعمال الشاب توظيف ماله في بناء مسجد ومدرسة للأطفال القرويين، ولاحقا وسع نطاق نشاطاته وأنشأ مشروعا تحت عنوان “المسلمون حول العالم” Muslims Around The World
وخلال السنوات الثلاث الأخيرة تم جمع 797 ألف دولار، ويجري تقديم المزيد من التبرعات.

## الوفاة
تم تشخيص علي بنات بالسرطان في عام 2015، وعلى الرغم من توقع الأطباء أن يعيش 7 أشهر فقط، إلا أنه عاش في السنوات الثلاث التالية. وتوفي في يوم 29 مايو 2018 في سيدني، أستراليا. شارك الآلاف من المشيعين في جنازته في 30 مايو 2018.